# Clastoptera croceiceps
Clastoptera croceiceps är en insektsart som beskrevs av Victor Lallemand 1939. Clastoptera croceiceps ingår i släktet Clastoptera och familjen Clastopteridae. Inga underarter finns listade i Catalogue of Life.